# David Zhuang
David Zhuang (Cantão, 1º de Setembro de 1963) é um mesa-tenista chinês naturalizado americano, campeão nos Jogos Pan-Americanos de 1999 em Winnipeg